# Едуард Кноблаух
Едуард Кноблаух (на немски: Eduard Knoblauch; роден Карл Хейнрих Едуард Кноблаух, Carl Heinrich Eduard Knoblauch) е германски архитект.

## Биография
Роден е на 25 септември 1801 година в Берлин, Германия, син на Карл Фридрих Кноблаух (1765 – 1813) собственик на фабрика за коприна. От 1818 следва в Строителната академия в Берлин. След завършването си през 1828 г., пътува в Германия и Холандия. От 1829 до 1830 г. пътува с приятеля си Фридрих Август Щюлер във Франция, Швейцария и Италия. През 1830 г. той става първият частен архитект в Берлин. Кноблаух е съосновател (1824) и в ръководството (до 1862) на Архитектурния съюз в Берлин. Издава и списания.
Той започва да проектира Новата синагога в Берлин (1859 – 1866), но се разболява и влиза в болница през 1863 г. На неговото място застава Фридрих Август Щюлер. Умира на 29 май 1865 година в Берлин преди да бъде открита Новата синагога.
Неговите синове Едмунд (1841 – 1883) и Густав (1833 – 1916), и неговият внук Арнолд Кноблаух (1879 – 1963) също са архитекти.